# Morgane Moré
 (février 2021).
Si vous disposez d'ouvrages ou d'articles de référence ou si vous connaissez des sites web de qualité traitant du thème abordé ici, merci de compléter l'article en donnant les références utiles à sa vérifiabilité et en les liant à la section « Notes et références ».
Pour les articles homonymes, voir More.
Morgane Moré, née le 22 février 1984 à Caen, est une ancienne actrice française, reconvertie dans l’entreprenariat.

## Biographie
Fille de commerçants, elle se présente à un casting organisé dans son lycée alors qu'elle n'a que 15 ans. Retenue à l'issue de celui-ci, elle décroche un rôle dans le film Saint-Cyr de Patricia Mazuy, jouant aux côtés d'Isabelle Huppert. Sa prestation ayant été remarquée, au Festival de Cannes de 2000 en particulier, elle accède immédiatement à une certaine notoriété. Recevant alors différentes propositions, elle se montre toutefois exigeante, ne retenant que des rôles qui l'intéressent vraiment.
Parallèlement à sa carrière, elle poursuit ses études en Angleterre afin de maîtriser la langue de Shakespeare, après avoir obtenu un DEUG « Arts du spectacle ».
Elle a cessé toute carrière cinématographique, et a créé son entreprise d'organisation de mariage.

## Filmographie
- 2000 : Saint-Cyr de Patricia Mazuy : Anne de Grandcamp
- 2002 : Peau d'Ange de Vincent Pérez :
- 2003 : Bon voyage de Jean-Paul Rappeneau :
- 2004 : Humaine (court-métrage) de Grégoire Bénabent :
- 2006 : Un regard (court-métrage) d'Alexis Mallet :
- 2006 : Ça brûle de Claire Simon :

## Distinctions
- 2003 : Prix de la révélation féminine au Festival du film romantique de Cabourg, pour sa prestation dans Peau d'Ange.